# Silnice II/157
Silnice II/157 vede z Českého Krumlova přes Borovany do Českých Budějovic. Je dlouhá 56 kilometrů a vede okruhem z Českého Krumlova přes Kaplici-nádraží, kde vede v peáži se silnicí I/3 asi 300 metrů, přes Besednici, Trhové Sviny, Borovany a Ledenice až na Nádražní ulici v Českých Budějovicích.
Silnice má regionální význam a největší stupeň intenzity dopravního provozu je v Českém Krumlově, v Českých Budějovicích a u Kaplice-nádraží. Nejvýznamnějšími obcemi na trase jsou: Český Krumlov, Kaplice-nádraží, Besednice, Trhové Sviny, Borovany, Ledenice a České Budějovice.